# Evanghelos Moutsopoulos
Evanghelos Moutsopoulos (grec moderne : Ευάγγελος Μουτσόπουλος), né le 25 janvier 1930 à Athènes et mort le 7 juin 2021, est un philosophe grec. 

## Biographie
Docteur es-lettres de la faculté des lettres de Paris (1958), Evanghelos Moutsopoulos devient professeur à l'université d'Aix-Marseille en 1958, à l'université de Thessalonique en 1965 et à l'université d'Athènes en 1969 dont il devient le recteur en 1977. Depuis 1984, il est membre de l'Académie d'Athènes. Il a créé le Corpus Philosophorum Graecorum Recentiorum (CPGR) dans le cadre des activités de la Fondation de recherche et d'éditions de philosophie néohellénique (1975). Il a également fondé et dirige la revue internationale Diotima et la revue Philosophia, annuaire du Centre de recherche sur la philosophie grecque. 
Evanghelos Moutsopoulos est l'auteur d'ouvrages philosophiques (plus de 60 volumes), moitié en grec, moitié en français, mais aussi, partiellement, en anglais.

## Ouvrages (sélection)
- La musique dans l'œuvre de Platon, Paris, Presses universitaires de France, 1958
- Les structures de l'imaginaire dans la philosophie de Proclus, Paris, Les Belles Lettres, 1985
- Philosophie de la culture grecque, Athènes, Centre de recherche sur la philosophie grecque, 1998